# Villa Hidalgo (Jalisco)
Villa Hidalgo (Jalisco) é um município do estado de Jalisco, no México.
Em 2005, o município possuía um total de 17.291 habitantes.